# Barrô (Resende)
Barrô ist eine Gemeinde (Freguesia) im portugiesischen Kreis Resende. In ihr leben 595 Einwohner (Stand 19. April 2021).